# Chaetosphaeria lentomita
Chaetosphaeria lentomita är en svampart som beskrevs av W. Gams & Hol.-Jech. 1976. Chaetosphaeria lentomita ingår i släktet Chaetosphaeria och familjen Chaetosphaeriaceae.  Arten är reproducerande i Sverige. Inga underarter finns listade i Catalogue of Life.